# Cordonazo de San Francisco
El término cordonazo de San Francisco es el nombre tradicional que se le da a un fenómeno meteorológico relacionado con fuertes lluvias, vientos y tormentas eléctricas que ocurre entre los meses de septiembre y octubre en los países intertropicales del norte. El término de origen católico se usa en países de habla hispana como Colombia, Costa Rica, Ecuador, España, México, Nicaragua, Panamá y Venezuela. Su nombre está relacionado con las fiestas del santo católico Francisco de Asís, celebradas anualmente el 4 de octubre, y usualmente representan el fin del verano y el inicio de la estación lluviosa.Entre marineros, el cordonazo de San Francisco también indica un período de tormentas marítimas.

## Leyenda

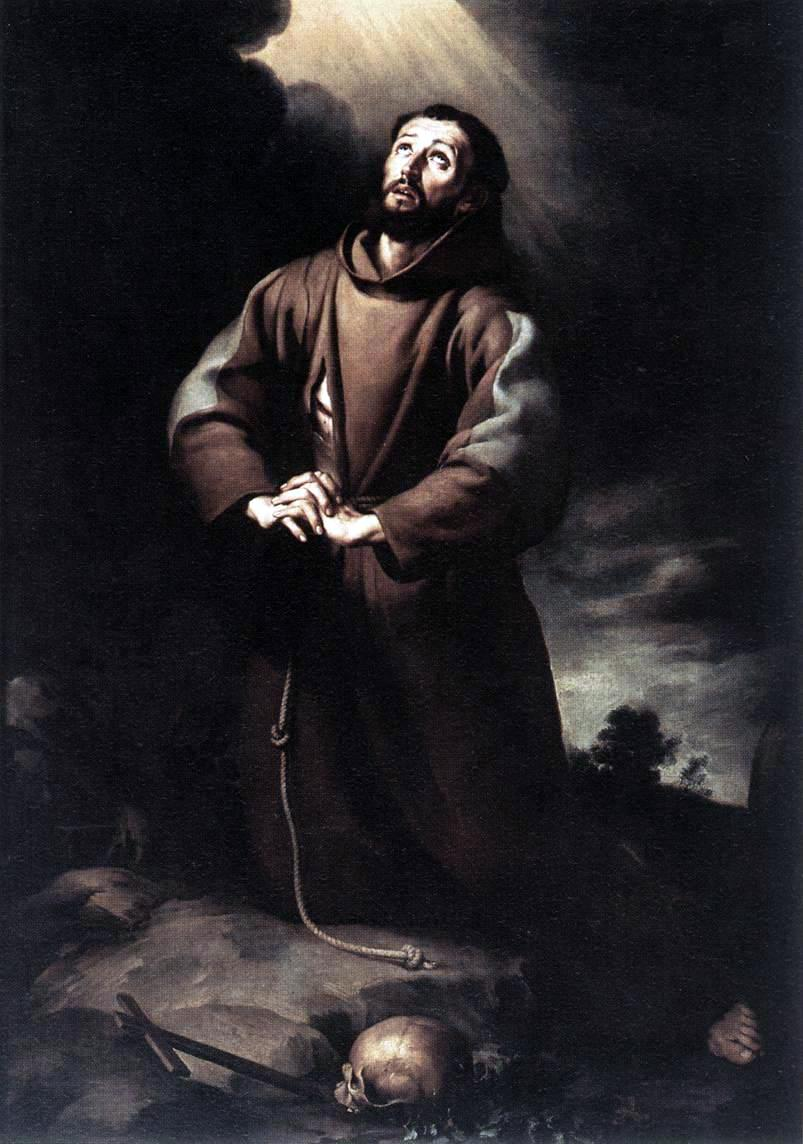
San Francisco, óleo de Bartolomé Esteban Murillo.El hábito del santo está sujetada por un cordón

Se dice que Francisco de Asís (nacido en Italia de 1181) dedicó su vida a la iglesia católica al servicio del prójimo y a los animales. Muere el 3 de octubre de 1226.  Fue canonizado como santo en 1228. Fundó la Orden Franciscana, cuyos frailes portan una hábito con un nudo tradicional similar al del santo. Según leyendas populares, el santo se vestía, sacudiendo su túnica, causando las lluvias para espantar los demonios. También se dice que Francisco azota las nubes con su cordón, por eso llevan el nombre de "cordonazo".

## Origen natural
Los fenómenos meteorológicos que marcan el fin de la estación sequía y el inicio de la estación lluviosa, o la transición verano-otoño para los países más al norte, suelen ocurrir con transiciones abruptas, y es habitual que las lluvias se intensifiquen cerca del equinoccio de septiembre. Como todo efecto meteorológico, estos eventos pueden ser impredecibles. Los meses de septiembre y octubre también están asociados con la aparición de ciclones tropicales en la costa oeste de México.